# Versuch einer Systematik der Salicornieen
Versuch einer Systematik der Salicornieen (abreviado Vers. Syst. Salicorn.) es un libro ilustrado con descripciones botánicas que fue escrito por el médico y botánico alemán báltico, Franz Ungern-Sternberg. Fue publicado en Dorpat en el año 1866.